# Nesima (metropolitana di Catania)
Nesima è una stazione della metropolitana di Catania a servizio dell'omonimo quartiere. La fermata è stata il capolinea provvisorio della linea fino all'apertura della tratta Nesima-Monte Po nel 2024. L'inaugurazione è avvenuta il 30 marzo 2017 contestualmente a quella della tratta Borgo-Nesima, mentre l'apertura al pubblico è avvenuta il giorno seguente. Il colore identificativo è il blu.
Essa è di tipologia sotterranea, ed è gestita dalla Ferrovia Circumetnea.

## Ubicazione
La stazione è ubicata in sotterraneo, parallelamente alla stazione omonima di superficie della Ferrovia Circumetnea, su viale Lorenzo Bolano; possiede sei uscite disposte tre per ogni carreggiata su quest'ultima strada, quattro rampe di scale e di due ascensori per disabili.
Nei dintorni si trovano, la cittadella dello sport di Nesima superiore, formata dal Palanesima e dalle piscine comunali, la chiesa di San Pio X e alcuni plessi scolastici.

## Servizi
La stazione è dotata di:
- Ascensori per disabili;
- Scale mobili;
- Servizio di video sorveglianza;
- Biglietteria automatica;
- Annuncio sonoro annunciante l'arrivo dei treni.

## Nodo di scambio "Nesima"
Dispone del parcheggio di interscambio "Nesima" attiguo alla stazione di superficie. È dotato di 360 posti auto e costituisce un importante nodo di scambio tra quattro mezzi di trasporto differenti: metropolitana, treni di superficie provenienti dai comuni pedemontani etnei, autobus urbani AMTS (Capolinea n°6, linee: 421-601-628N-628R-632-642-702), autobus extraurbani FCE e mezzi privati, permettendo ai pendolari l'accesso al centro città tramite il mezzo pubblico.
- Stazione ferroviaria (Nesima)[6]
- Fermata autobus
- Parcheggio scambiatore AMTS